# Tour de Quanzhou Bay
Le Tour de Quanzhou Bay est une course cycliste ayant lieu autour de la ville de Quanzhou dans la province du Fujian. Cette course appartient au circuit continental asiatique avec le rang 2.2 depuis 2017.
L'édition 2020 est annulée en raison de la pandémie de Covid-19.

## Palmarès
| Année | Vainqueur     | Deuxième           | Troisième          |
| ----- | ------------- | ------------------ | ------------------ |
| 2017  | Max Stedman   | Drew Morey         | Dawit Yemane       |
| 2018  | Max Stedman   | Fung Ka Hoo        | Marko Pavlič       |
| 2019  | Ryan Cavanagh | Mykhaylo Kononenko | Oleksandr Polivoda |